# Байдарская яйла
Байда́рская яйла́ (укр. Байдарська яйла, крымскотат. Baydar yaylası, Байдар яйласы) — самая западная из десяти яйл, расположенный в пределах Главной гряды Крымских гор. Также это единственная яйла Главного хребта, целиком расположенная в пределах административных границ Севастопольского горсовета. Представляет собой изогнутый волнистый хребет, идущий в направлении с востока на северо-запад. Начинается за Форосом и идёт до посёлков Кизиловое и Тыловое. К западу от места Байдарские Ворота и к востоку от хребта Кокия-Бель расположена глубокая седловина — байдар; именно она и дала Байдарской яйле такое название. Длина её около 6 км. Байдарская яйла невысока: в среднем она поднимается на 500—700 метров над уровнем моря. Постоянные водотоки отсутствуют. На северо-востоке упирается в Ай-Петринскую яйлу.